# 애플 선더볼트 디스플레이
애플 선더볼트 디스플레이(Apple Thunderbolt Display)는 애플이 2011년 7월부터 2016년 6월까지 개발하고 판매한 27인치 평판 디스플레이이다. 27인치 애플 LED 시네마 디스플레이를 대체하였다. 선더볼트 디스플레이로 새롭게 전환한다는 것은 데이터와 디스플레이포트를 위해 미니 디스플레이포트와 USB를 하나의 선더볼트 단자로 전환한다는 것을 의미한다. 선더볼트 디스플레이는 또한 기가비트 이더넷 포트와 파이어와이어 800 포트 또한 추가하였다. 선더볼트 없이 출시된 2011년 전까지의 맥, 2012 맥 프로, 싱글 USB-C 레티나 맥북은 추가 어댑터 없이 선더볼트 디스플레이와 호환이 불가능하다.
선더볼트 디스플레이는 2016년 6월에 중단되었으며 소비자용으로는 LG그룹이 개발한 LG 울트라파인 디스플레이로 대체되었고, 프로 디스플레이 XDR은 2019년 애플의 프로페셔널 디스플레이가 이어받았다. 2022년에 애플 스튜디오 디스플레이는 중단 이후 최초의 애플 브랜드의 소비자용 디스플레이로 출시되었다.